# Xã Howard, Quận Howard, Indiana
Xã Howard (tiếng Anh: Howard Township) là một xã thuộc quận Howard, tiểu bang Indiana, Hoa Kỳ. Năm 2010, dân số của xã này là 2.579 người.